# Rafael Blanco Moreno
Rafael Alberto Blanco Moreno, (n. Villa Dolores, Córdoba; 18 de junio de 1919-f. 14 de junio de 2002). fue un militar argentino que ejerció como gobernador interventor de la provincia de San Luis entre el 29 de mayo (hasta el 28 de agosto, luego gobernador propietario) de 1972 y el 25 de mayo de 1973.

## Biografía
Nació en el noroeste de la provincia argentina de Córdoba, proveniente de una familia tradicional de clase alta. Comenzó su carrera militar ingresando como cadete el 3 de marzo de 1936, en el Colegio Militar de la Nación, egresando como oficial el 18 de diciembre de 1941. Su promoción de egreso fue la 68.º, con un mérito entre sus colegas de 113. Se desempeñó en distintas tareas en la Argentina, y en el exterior. Pasó a situación de retiro el 23 de abril de 1968, obteniendo su último graduación como coronel del ejército.
Fue parte del núcleo de las fuerzas armadas opositoras al gobierno, quienes planeaban derrocar al General Juan Domingo Perón. El golpe militar se efectivizó con el nombre de Revolución Libertadora, entre el 16 y el 23 de septiembre de 1955, día este último en que el jefe de la insurrección juró con el título de «presidente», a la vez que disolvió el Congreso. Años más tarde fue nuevamente partícipe de un nuevo golpe militar para derrocar al presidente Arturo Illia, quienes a nivel nacional se designa presidente a Juan Carlos Onganía, quien no manejaba nada de política, ni siquiera quienes lo acompañaban en el gobierno, ya que se trataba más bien de gente relacionada con empresas, de tendencia nacionalista y conservadora. La Junta militar gobernante envían al interventor Eduardo Federik para asumir la gobernación de la provincia de San Luis derrocando al gobernador Santiago Besso, para instaurar el nuevo régimen, esta vez no solo proscribiendo al peronismo sino también eliminando toda idea de política, como así también a quienes la sostengan. Al poco tiempo designan a un gobernador civil pero que respondía al gobierno militar para disfrazar la situación, el Ing. Luis Garzo, hasta el 17 de enero de 1967 que se designa al nuevo gobernador militar y puntano el Coronel (R) Matías Laborda Ibarra, quien terminado su mandato, la junta militar designó el 22 de julio de 1970 al Brigadier Enrique Viola, hasta que el gobierno de facto designe nuevo gobernador. El 6 de agosto de 1970 fue nombrado gobernador, el médico Juan Gregorio Vivas, por el presidente de facto, el puntano Roberto Levigston y continuando en ese cargo bajo el gobierno de Alejandro Lanusse, hasta el 29 de mayo de 1972, donde el ejecutivo nacional ordenó una nueva intervención de San Luis nombrando al Coronel Rafael Blanco Moreno como el nuevo mandatario provincial, luego efectivamente gobernador propietario.

## Gobierno
Moreno tuvo que enfrentar distintos conflicto provenientes del nivel nacional. En noviembre de 1972 se autorizó el retorno al país a Juan Domingo Perón luego de un extenso período de exilio. Durante el gobierno de Lanusse, el 15 de agosto, se produce la fuga de 25 presos políticos del Penal de Rawson, se trataba de integrantes de distintas organizaciones guerrilleras (Montoneros, ERP, FAR). El resultado no fue el éxito de la fuga, pues solo 6 de ellos lograron huir hacia Chile, el resto (19 personas) se entregaron a las Fuerzas Armadas, habiendo acordado con un Juez Federal un certificado que garantizaba su integridad física pero, como en ese entonces la violencia era el instrumento preferido de las Fuerzas Armadas, el 22 de agosto las personas que se habían entregado fueron fusiladas. Tres de ellas sobrevivieron a duras penas. En marzo de 1973 se llevan a cabo elecciones presidenciales en las cuales la legislación electoral de Lanusse no permite la participación de Perón con el fin de obstaculizar el retorno del gobierno peronista. No obstante, el partido peronista impulsa la candidatura de José Cámpora - Vicente Solano Lima, que representaba a Perón, bajo el frente electoral "Frejuli" (Frente Justicialista de Liberación), de gran importancia. Como resultado de los comicios, la fórmula peronista triunfa, como consecuencia, al poco tiempo, Moreno llama a elecciones en la provincia, resultando triunfante el peronismo bajo la candidatura de Elías Adre (luego sería derrocado por los militares y encarcelado).
A pesar de los conflictos nacionales, Moreno, conocía las necesidades de la provincia, ya que provenía de una ciudad que tiene muchos lazos históricos con la provincia de San Luis, y además, frecuentaba constantemente la provincia porque muchos de sus familiares se asentaron en el norte provincial, sobre todo en las localidades de Merlo y Quines. Sus principales obras se radicaron en el mejoramiento de las represas y la conservación del agua para las sequías del invierno. Mejoró la conexión de las Ciudades de Merlo y Villa Dolores como de Quines a Villa Dolores y luego a San Francisco del Monte de Oro.